# Torneo Apertura 2023 (Nicaragua)
El Torneo Apertura 2023 de Nicaragua fue la 101ª edición, organizada por la Asociación Nicaragüense de Clubes de Fútbol (ANCF).

## Sistema de competición
El torneo de la Liga Primera fue conformado en tres partes:
- Fase de clasificación: 10 equipos jugaron todos contra todos a dos vueltas durante 18 jornadas. Primer y segundo lugar clasificaron directamente a semifinales. Del tercero al sexto lugar disputaron repechaje.

En la etapa regular se observó el sistema de puntos. La ubicación en la tabla general está sujeta a lo siguiente:
- Por juego ganado se obtendrán tres puntos.
- Por juego empatado se obtendrá un punto.
- Por juego perdido no se otorgan puntos.

En esta fase participaron los 10 clubes de la Liga Primera jugando en cada torneo todos contra todos durante las 18 jornadas respectivas, a visita recíproca.
- Repechaje: Se jugó a un solo partido de acuerdo a las posiciones de la Etapa Regular: 3.º vs 6.º y 4.º vs 5.º, siendo locales los equipos ubicados en el Tercer y Cuarto puesto. El ganador de cada partido avanzó a Semifinales, en caso de empate los equipos locales obtienen el pase.
- Fase final: Se jugó a visitas recíprocas (ida y vuelta). El clasificado se definió de acuerdo al marcador global de la serie.

## Equipos participantes
| Equipo               | Ciudad    | Estadio                  | Aforo  |
| -------------------- | --------- | ------------------------ | ------ |
| UNAN Managua         | Managua   | Estadio Nacional         | 15,000 |
| H&H Export Sébaco    | Matagalpa | Municipal Matagalpa      | 5,000  |
| Matagalpa FC         | Matagalpa | Municipal Carlos Fonseca | 2,200  |
| Diriangén F.C        | Diriamba  | Cacique Diriangén        | 8,000  |
| Masachapa FC         | Masachapa | Estadio La Fortaleza     | 3,000  |
| Managua F.C          | Managua   | Estadio Nacional         | 15,000 |
| Deportivo Ocotal     | Ocotal    | Roy Fernando Bermúdez    | 4,000  |
| ART Municipal Jalapa | Jalapa    | Alejandro Ramos          | 2,000  |
| Real Estelí F.C      | Estelí    | Independencia            | 5,000  |
| C.D Walter Ferretti  | Managua   | Estadio Nacional         | 15,000 |

## Tabla de posiciones
| Pos. | Equipo             | Pts. | PJ | G  | E | P  | GF | GC | Dif. |  |
| ---- | ------------------ | ---- | -- | -- | - | -- | -- | -- | ---- |  |
| 1    | Real Estelí F.C    | 41   | 18 | 13 | 2 | 3  | 37 | 10 | +27  |  |
| 2    | Diriangén F.C      | 33   | 18 | 10 | 3 | 5  | 24 | 18 | +6   |  |
| 3    | H&H Export Sébaco  | 30   | 18 | 9  | 3 | 6  | 29 | 32 | −3   |  |
| 4    | Managua F.C        | 28   | 18 | 7  | 7 | 4  | 36 | 24 | +12  |  |
| 5    | UNAN Managua       | 25   | 18 | 7  | 4 | 7  | 29 | 29 | 0    |  |
| 6    | ART Jalapa         | 22   | 18 | 5  | 7 | 6  | 22 | 25 | −3   |  |
| 7    | Matagalpa FC       | 19   | 18 | 5  | 4 | 9  | 24 | 27 | −3   |  |
| 8    | Masachapa F.C      | 18   | 18 | 5  | 3 | 10 | 16 | 35 | −19  |  |
| 9    | C.D Walter Ferreti | 17   | 18 | 3  | 8 | 7  | 17 | 24 | −7   |  |
| 10   | Deportivo Ocotal   | 15   | 18 | 4  | 3 | 11 | 21 | 31 | −10  |  |

Actualizado a los partidos jugados el 26 de noviembre de 2023.
 Fuente: Liga Primera
|  | Clasifica a semifinales |
|  | Clasifica a repechaje   |

## Fase final
|  | Repechaje | Repechaje         | Repechaje   |                   |   | Semifinales | Semifinales | Semifinales | Semifinales | Semifinales |  |    | Final Clausura | Final Clausura | Final Clausura | Final Clausura | Final Clausura |  |
|  |           |                   |             |                   |   |             |             |             |             |             |  |    |                |                |                |                |                |  |
|  |           |                   |             |                   |   |             |             |             |             |             |  |    |                |                |                |                |                |  |
|  |           |                   |             |                   |   |             |             |             |             |             |  |    |                |                |                |                |                |  |
|  |           |                   |             |                   |   |             |             |             |             |             |  |    |                |                |                |                |                |  |
|  |           |                   |             |                   |   |             |             |             |             |             |  |    |                |                |                |                |                |  |
|  |           | 1°                | Real Estelí | 1                 | 0 | 1           |             |             |             |             |  |    |                |                |                |                |                |  |
|  |           |                   |             | 1                 | 0 | 1           |             |             |             |             |  |    |                |                |                |                |                |  |
|  |           |                   | 4°          | Managua FC        | 0 | 0           | 0           |             |             |             |  |    |                |                |                |                |                |  |
|  | 4°        | Managua FC        | 4°          | Managua FC        | 0 | 0           | 0           | 4           |             |             |  |    |                |                |                |                |                |  |
|  | 4°        | Managua FC        |             |                   |   |             |             |             |             |             |  |    |                |                |                |                |                |  |
|  | 5°        | UNAN Managua      | 1           |                   |   |             |             |             |             |             |  |    |                |                |                |                |                |  |
|  | 5°        | UNAN Managua      | 1           |                   |   |             |             |             |             |             |  | 1° | Real Estelí    | 0              | 0              | 0              |                |  |
|  |           |                   |             |                   |   |             |             |             |             |             |  | 1° | Real Estelí    | 0              | 0              | 0              |                |  |
|  |           |                   | 2°          | Diriangen         | 1 | 0           | 1           |             |             |             |  |    |                |                |                |                |                |  |
|  |           |                   | 2°          | Diriangen         | 1 | 0           | 1           |             |             |             |  |    |                |                |                |                |                |  |
|  |           |                   |             |                   |   |             |             |             |             |             |  |    |                |                |                |                |                |  |
|  |           |                   |             |                   |   |             |             |             |             |             |  |    |                |                |                |                |                |  |
|  |           | 2°                | Diriangen   | 2                 | 3 | 5           |             |             |             |             |  |    |                |                |                |                |                |  |
|  |           |                   |             | 2                 | 3 | 5           |             |             |             |             |  |    |                |                |                |                |                |  |
|  |           |                   | 3°          | H&H Export Sébaco | 1 | 0           | 1           |             |             |             |  |    |                |                |                |                |                |  |
|  | 3°        | H&H Export Sébaco | 3°          | H&H Export Sébaco | 1 | 0           | 1           | 3           |             |             |  |    |                |                |                |                |                |  |
|  | 3°        | H&H Export Sébaco |             |                   |   |             |             |             |             |             |  |    |                |                |                |                |                |  |
|  | 6°        | ART Jalapa        | 0           |                   |   |             |             |             |             |             |  |    |                |                |                |                |                |  |
|  | 6°        | ART Jalapa        | 0           |                   |   |             |             |             |             |             |  |    |                |                |                |                |                |  |
|  |           |                   |             |                   |   |             |             |             |             |             |  |    |                |                |                |                |                |  |

### Repechaje
| 29 de noviembre de 2023 | H&H Export Sébaco                           | 3:0 (0:0) (t. s.) | ART Jalapa | Estadio Municipal de Matagalpa, Matagalpa |                          |
| 14:00                   | M. Pucharela 107', 120' · J. Cornejo 120+4' | Reporte           |            | Árbitro(s): Miller Lopez                  | Árbitro(s): Miller Lopez |

| 29 de noviembre de 2023 | Managua F.C                                              | 4:1 (2:1) | UNAN Managua           | Estadio Nacional, Managua |                         |
| 20:00                   | L. Dos Santos 2', 26' · G. Araújo 83' · K. Serapio 90+6' | Reporte   | A. Treminio 23' (pen.) | Árbitro(s): Jorge Ojeda   | Árbitro(s): Jorge Ojeda |

### Semifinales

#### Primera vuelta
| 3 de diciembre de 2023 | H&H Export Sébaco | 1:2 (0:2) | Diriangén F.C     | Estadio Municipal de Matagalpa, Matagalpa |                          |
| 15:00                  | Zúniga 71'        | Reporte   | Carballo 38', 42' | Árbitro(s): Miller Lopez                  | Árbitro(s): Miller Lopez |

| 10 de diciembre de 2023 | Managua F.C | 0:1 (0:0) | Real Estelí F.C | Estadio Nacional, Managua |                          |
| 19:00                   |             | Reporte   | Bonilla 56'     | Árbitro(s): Miller Lopez  | Árbitro(s): Miller Lopez |

#### Segunda vuelta
| 9 de diciembre de 2023 | Diriangén F.C                            | 3:0 (1:0) (Global 5:1) | H&H Export Sébaco | Estadio Cacique Diriangén, Diriamba |                             |
| 18:00                  | Carballo 26' · Galvaliz 46' · Copete 50' | Reporte                |                   | Árbitro(s): Ricardo Mendoza         | Árbitro(s): Ricardo Mendoza |

| 14 de diciembre de 2023 | Real Estelí F.C | 0:0 (Global 1:0) | Managua F.C | Estadio Independencia, Estelí |                        |
| 19:00                   |                 | Reporte          |             | Árbitro(s): José Ojeda        | Árbitro(s): José Ojeda |

### Final

#### Primera vuelta
| 17 de diciembre de 2023, 18:00 | Diriangen F.C | 1:0 (0:0) | Real Estelí F.C | Estadio Cacique Diriangén, Diriamba |                             |
|                                |               | Reporte   | Torres 49'      | Árbitro(s): Nitzar Sandoval         | Árbitro(s): Nitzar Sandoval |

#### Segunda vuelta
| 22 de diciembre de 2023, 19:00 | Real Estelí FC      | 1:1(1:0) (t. s.) | Diriangen FC     | Estadio Independencia, Estelí |                               |
|                                | Byron Bonilla 45+3' | Reporte          | Luis Coronel 95' | Árbitro(s): Ricardo Hernandez | Árbitro(s): Ricardo Hernandez |

| Bandera del departamento de Carazo |
| Campeón Diriangen                  |
| 31.° título                        |